# Frasne
Frasne is een gemeente in het Franse departement Doubs (regio Bourgogne-Franche-Comté). De plaats maakt deel uit van het arrondissement Pontarlier. In de gemeente ligt spoorwegstation Frasne. Frasne telde op 1 januari 2022 1.958 inwoners.

## Geografie
De oppervlakte van Frasne bedraagt 32,87 km², de bevolkingsdichtheid is 59 inwoners per km² (per 1 januari 2019).
De onderstaande kaart toont de ligging van Frasne met de belangrijkste infrastructuur en aangrenzende gemeenten.

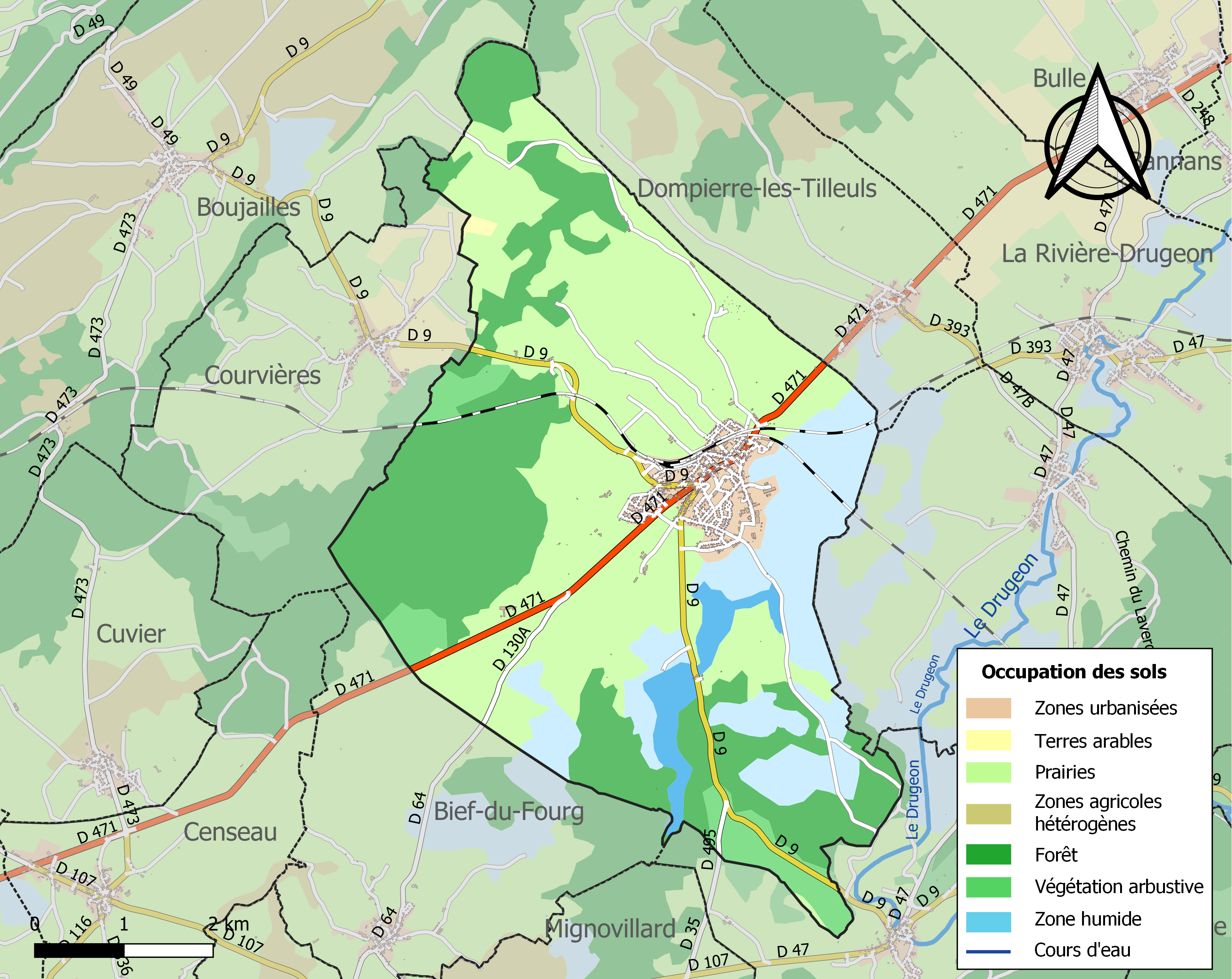

## Demografie
Onderstaande figuur toont het verloop van het inwonertal (bron: INSEE-tellingen).